# Партизански одреди Југославије
Партизански одреди или Народноослободилачки партизански (НОП) одреди Југославије (НОПОЈ) су били војно-територијалне формације које су чиниле почетни облик оружаних снага Народноослободилачког покрета. После стварања Народноослободилачке војске Југославије, новембра 1942. године, и даље су задржани као облик војне формације. Њихова основна снага је била у територијалном деловању, за разлику од бригада, које су биле покретне војне формације. 
Први партизански одреди формирани су, претежно, из ударних и борбених група формираних у јуну 1941. године. Први партизнаски одред формиран у Југославији био је Сисачки НОП одред, формиран 22. јуна 1941. године, у околини Сиска. Зависно од услова стварања, бројно стање одреда је било различито у разним крејевима Југославије. У Србији, Црној Гори, Лици, Банији, Кордуну и Босанској крајини, поједини Одреди су израсли у војне јединице од преко 1.000 бораца. У Горском котару и Хрватском приморју формирани су партизански логори, а у Далмацији неколико већих одреда. У Словенији су најпре биле формиране партизанске чете, јачине од 20 до 30 бораца.
Језгро партизанских одреда чинили су чланови КПЈ, СКОЈ-а, као и њихови симпатизери, а попоуњавани су по принципу добровољности. За борце партизанских одреда усвојен је јединствен назив — партизан. Борци су у почетку углавном били наоружани оружјем бивше Југословенске војске, које је сакупљано после њене капитуације и у време припрема устанка, а касније је оружје заробљавано од непријатеља. 
Одреди су били органозовани по територијалном принципу и дејствовали су под командом Штабова НОП одреда, на челу са командантом и политичким комесаром. На саветовању у Столицма, 26. септембра 1941. године, Главни штаб НОП одреда Југославије је јасно утврдио организацију одреда и од тада су Штаб одреда чинили: командант, политички комесар и њихови заменици. Одреди су се састојали из 3-4 батаљона, а батаљони од 3-4 чете.
Партизански одреди примењивали су тактику партизанског ратовања. Офанзивошћу и масовним нападима они су већ у првим месецима оружане борбе успели да створе пространу ослобођену територију. Често су дејствовали из заседа и изводили препаде, најчешће ноћу. После извршеног задатка брзо си ишчезавали са места акције. У градовима су организовали и изводили разноврсне акције: саботаже, диверзије, нападе на припаднике окупатора, рушили комуникације, палили општинске архиве и др.
Прерастањем оружаног устанка у општенародни рат, настала је потреба за вишим облицима организовања војних јединица, које неће бити везане за одређену територију и које ће имати мобилност. Искуства из Прве непријатељске офанзиве, су убрзала рад на стварању таквих јединица. Крајем 1941. почело се са формирањем бригада, а крајем 1942. године дивизија и корпуса. Многи партизански одреди су чинили основу за формирање тих јединица. Партизански одреди, који су деловали на одређеним подручјима, су и даље остали снажан фактор оружане борбе.
Током Народноослободилачког рата формирано је око 250 партизанских одреда.